# Maria Fortunata d'Este
Maria Fortunata d'Este de Mòdena (24 de novembre, Mòdena, Ducat de Mòdena, 1731 - Venècia, República d'Itàlia, 1803). princesa de Conti Princesa de Mòdena de la Casa dels Este amb el tractament d'altesa reial que es casà en el si de la casa reial de França.

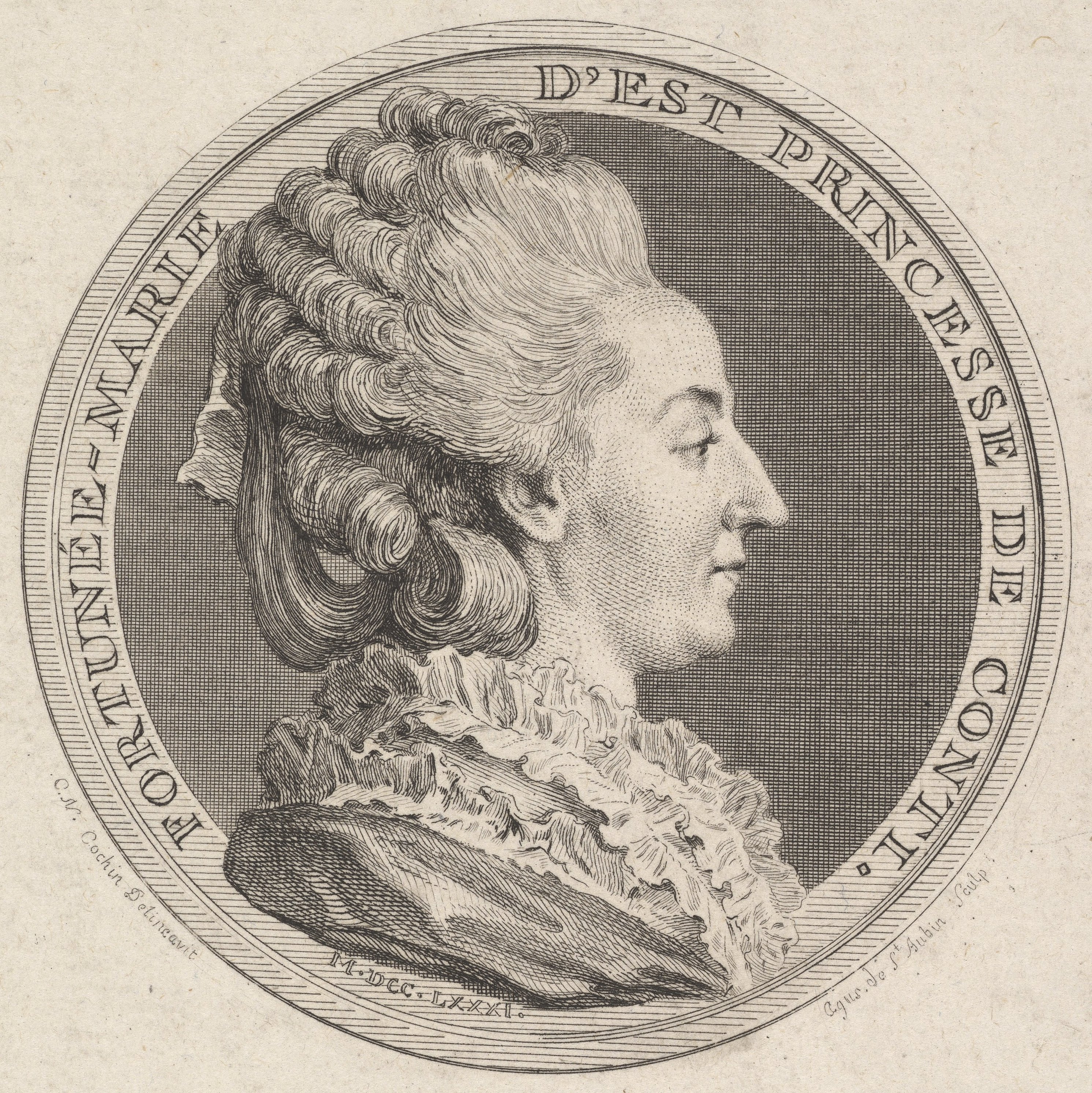
La princesa Maria Fortunata d'Este de Mòdena, princesa de Conti.

Nascuda essent filla del duc Francesc III de Mòdena i de la princesa Carlota d'Orleans. Per via paterna era neta del duc Renauld III de Mòdena i de la princesa Carlota Felicitat de Brunsvic-Lüneburg; i per via materna del príncep Felip d'Orleans i de la princesa Francesca Maria de Borbó.
El dia 3 de gener de l'any 1759 se signà el contracte matrimonial entre la princesa i el comte de la Marche, el futur príncep Lluís Francesc de Borbó-Conti, fill del príncep Lluís Francesc de Borbó-Conti i de la princesa Lluïsa Diana d'Orleans.
En el contracte matrimonial el duc Francesc III de Mòdena atorgava una dot d'1.000.000 de lliures a la seva filla, el dia 5 de març fou presentada per la princesa Lluïsa Diana d'Orleans als reis i a la família reial. La parella no tingué descendència i visqué pràcticament separada des d'un inici i definitivament des del dia 12 de juny de l'any 1777.
L'any 1802, Maria Fortunata comunicà a l'arxiduc Ferran III de Mòdena, espòs de la princesa Maria Beatriu d'Este, i duc de Mòdena, la seva voluntat de retirar-se al convent de la Visitació de Venècia. Un any després morí en el mateix convent venecià.